# ファハド装甲車
アル・ファハド装甲車は、サウジアラビアのアブダラ・アル・ファリス重工業が製造してサウジアラビア国家警備隊で使用されているサウジアラビア初の国産装輪装甲車である。
歩兵戦闘車や偵察戦闘車などの派生型がある。

## 採用国
- サウジアラビア
- パキスタン
- クウェート